# خربة الجباب
خربة الجباب قرية في منطقة تلكلخ التابعة لمحافظة حمص.